# Jean-François Patricola
Jean-François Patricola (Metz, 1970) is een Frans schrijver, dichter en stripscenarist. 

## Carrière
Tussen 1995 en 1999 was Patricola docent en onderzoeker aan de universiteit van Nancy, waarbij zijn focus lag op René Char en Maurice Blanchot. Hij schreef zeker 400 muzikale en theatrale kritieken en politieke/sociologische artikelen over Italië en Sicilië.
Patricola schreef vanaf 1996 meerdere romans, waaronder Salam shalom, l'orpailleur d'humanités (2004) en Les dresseurs d'ombres (2005). Patricola is tevens vertaler uit het Italiaans, met name op het gebied van theater, opera en poëzie.
In 2017 verzorgde Patricola samen met Marc Houver de teksten voor het album Les Batailles de Moselle in de educatieve stripreeks De reportages van Lefranc. Dit album werd niet naar het Nederlands vertaald. In 2019 schreef Patricola met Houver de teksten voor het album Le château de Malbrouck  in de educatieve stripreeks De reizen van Tristan. Ook dit album werd niet naar het Nederlands vertaald.
- Bibliothèque nationale de France: cb13204454x (data)
- International Standard Name Identifier: 0000 0001 1616 0154
- Library of Congress Control Number: no2005102151
- Nationale Bibliotheek van Israël: 987007591011805171
- Nederlandse Thesaurus van Auteursnamen: 29094158X
- Système universitaire de documentation: 057543100
- Virtual International Authority File: 32141395
- WorldCat: E39PBJhH43xkdf6fTkRkDMXcfq